# サイパン海峡

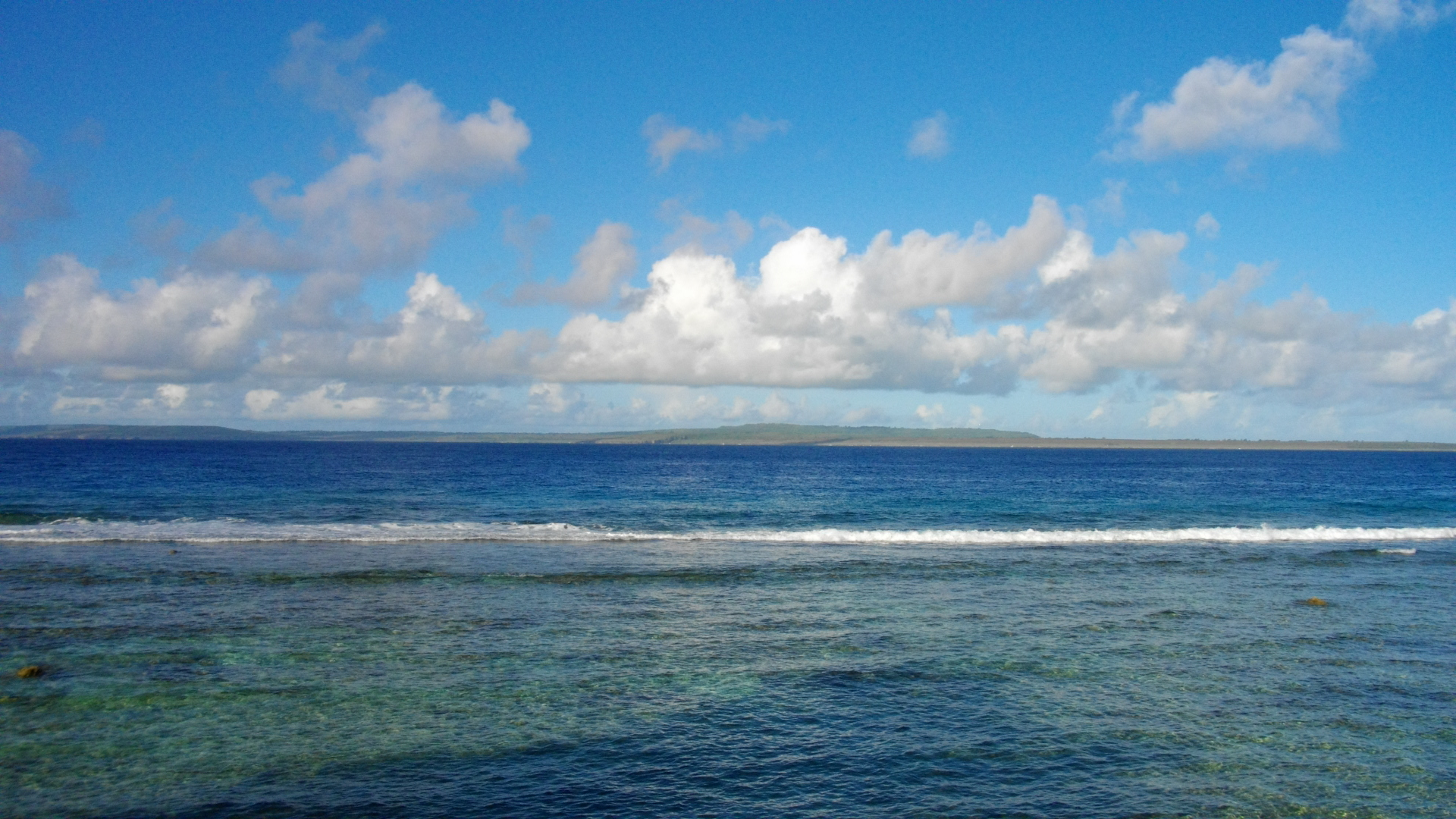
サイパン海峡

サイパン海峡（サイパンかいきょう、Saipan Channel）は、アメリカ合衆国自治領北マリアナ諸島の主要な島、サイパン島とその南側のテニアン島との間にある海峡である。両島とも観光の島なので、海峡の行き来は多い。西のフィリピン海と東の太平洋を結んでいる。